# Sal Zizzo
Salvatore "Sal" Zizzo Jr. (San Diego, California, Estados Unidos; 3 de abril de 1987) es un exfutbolista estadounidense. Jugaba de mediocampista y fue internacional absoluto por Estados Unidos en 2007.

## Clubes
| Club                        | País           | Año       |
| --------------------------- | -------------- | --------- |
| UCLA Bruins                 | Estados Unidos | 2005-2006 |
| Orange County Blue Star     | Estados Unidos | 2006-2007 |
| Hannover 96                 | Alemania       | 2007-2009 |
| Fortuna Düsseldorf (Cedido) | Alemania       | 2009      |
| Hannover 96                 | Alemania       | 2010      |
| Chivas USA                  | Estados Unidos | 2010      |
| Portland Timbers            | Estados Unidos | 2011-2013 |
| Sporting Kansas City        | Estados Unidos | 2014      |
| New York Red Bulls          | Estados Unidos | 2015-2017 |
| Atlanta United              | Estados Unidos | 2018      |
| Atlanta United 2            | Estados Unidos | 2018      |
| San Diego Loyal SC          | Estados Unidos | 2020-2021 |